# Сингх, Сарприт
Сарприт Сингх (англ. Sarpreet Singh; 20 февраля 1999, Окленд, Новая Зеландия) — новозеландский футболист, атакующий полузащитник клуба «Униан Лейрия» и сборной Новой Зеландии.

## Карьера

### Ранние годы и начало карьеры
Сингх родился в Окленде, Новая Зеландия, в семье выходцев из Индии. Тренировался в футбольной академии Уинтона Руфера и местном клубе «Онехунга Спортс». В возрасте десяти лет представлял Окленд на Национальном чемпионате Австралии по футзалу, где удостоился награды самого ценного игрока и привлёк интерес скаутов «Эвертона» из английской Премьер-лиги.
Сингх присоединился к академии клуба «Веллингтон Феникс» в начале 2015 года, получив футбольную стипендию в колледже Скотс от капитана сборной Новой Зеландии Уинстона Рида. Проведя два года в резервной команде, дебютировал в Эй-лиге 18 февраля 2017 года в матче против «Мельбурн Сити», в котором вышел на замену.

### Клубная карьера
1 июня 2017 года Сингх подписал свой первый профессиональный контракт — договор с «Веллингтон Феникс» был рассчитан на три сезона. Регулярную игровую практику в основной команде «Веллингтон Феникс» он начал получать к середине сезона 2017/18 — главный тренер Дарие Калезич несколько раз выпускал его на замену. 17 февраля 2018 года в матче против «Перт Глори» Сингх впервые вышел в стартовом составе, заняв место Горана Парацки, выбывшего из-за небольшой травмы. Свой стартовый дебют отметил голом, забив дальним ударом на третьей минуте, матч завершился победой со счётом 2:1. После этого выступления Сингх стал постоянным игроком стартового состава, 14 апреля в матче заключительного тура сезона против «Мельбурн Сити» оформил дубль. Сингх продолжил оставаться одним из основных игроков и в сезоне 2018/19 при новом тренере «Веллингтон Феникс» Марке Рудане.
1 июля 2019 года «Веллингтон Феникс» и «Бавария» достигли соглашения о трансфере Сингха в фарм-клуб мюнхенцев «Бавария II», выступающий в Третьей лиге. Игрок подписал контракт на три года. Сумма трансфера не была оглашена, но по оценке прессы составила от 750 тыс. до 1 млн новозеландских долларов.
«Бавария» взяла Сингха на летний выставочный турнир Международный кубок чемпионов 2019, ему удалось сыграть против «Арсенала», «Реал Мадрид» и «Милана». Также он играл в Кубке «Ауди» 2019, в финале которого «Бавария» уступила «Тоттенхэм Хотспур» в серии послематчевых пенальти, однако свой удар с точки он реализовал. Выступление Сингха в межсезонье убедило тренера «Баварии» Нико Ковача в его готовности к более значимым матчам, и 3 августа он был заявлен на первый матч мюнхенцев в новом сезоне — Суперкубок Германии 2019 против дортмундской «Боруссии», но на поле не вышел, оставшись на скамейке запасных.
После того как Сингх в «Баварии II» забил пять голов и отдал четыре голевые передачи, временный главный тренер «Баварии» Ханси Флик перевёл его в состав первой команды до начала зимнего перерыва. В Бундеслиге он дебютировал 14 декабря 2019 года, выйдя на замену вместо Филипе Коутиньо в матче против бременского «Вердера».
7 августа 2020 года «Бавария» отдала Сарприта Сингха и Кристиана Фрюхтля в аренду на один сезон клубу Второй Бундеслиги «Нюрнберг». Дебютировал за «Нюрнберг» он 12 сентября в матче первого раунда Кубка Германии 2020/21 против «РБ Лейпциг». Во Второй Бундеслиге дебютировал 18 сентября в матче первого тура сезона 2020/21 против «Ян Регенсбург». В ноябре «Нюрнберг» отпустил Сингха на три недели на родину в Новую Зеландию по личным причинам. 29 января 2021 года Сингх досрочно вернулся в «Баварию».
6 июля 2021 года Сингх отправился в аренду на один сезон в клуб Второй Бундеслиги «Ян Регенсбург». Свой дебют за «Ян Регенсбург», 24 июля в матче первого тура сезона 2021/22 против «Дармштадт 98», он отметил голом. 27 июля 2022 года «Бавария» продлила контракт Сингха до 2024 года и снова отдала его в аренду «Ян Регенсбург» на один сезон.

### Международная карьера
В составе сборной Новой Зеландии до 17 лет Сингх выиграл юношеский чемпионат Океании 2015, после чего участвовал в юношеском чемпионате мира 2015.
В составе сборной Новой Зеландии до 20 лет на молодёжном чемпионате мира 2017 дошёл до 1/8 финала. На молодёжном чемпионате мира 2019 Новая Зеландия также добралась до 1/8 финала. В матче группового раунда против Гондураса Сингх забил гол.
За первую сборную Новой Зеландии Сингх дебютировал 24 марта 2018 года в товарищеском матче со сборной Канады. 2 июня в матче против сборной Кении на товарищеском турнире Интерконтинентальный кубок 2018 он забил свой первый гол за «Олл Уайтс».
Голы за сборную
| №  | Дата        | Место                                  | Соперник | Голы | Результат | Турнир                          |
| -- | ----------- | -------------------------------------- | -------- | ---- | --------- | ------------------------------- |
| 1. | 2 июня 2018 | Футбольная арена Мумбаи, Мумбаи, Индия | Кения    | 1:0  | 1:2       | Интерконтинентальный кубок 2018 |

## Достижения
Командные
 «Бавария»
- Чемпион Германии: 2019/20
- Обладатель Кубка Германии: 2019/20

 «Бавария II»
- Чемпион Третьей лиги: 2019/20

 Новая Зеландия (до 17)
- Чемпион ОФК до 17 лет: 2015

 Новая Зеландия (до 20)
- Чемпион ОФК до 20 лет: 2016